# Benedictus Gotthelf Teubner

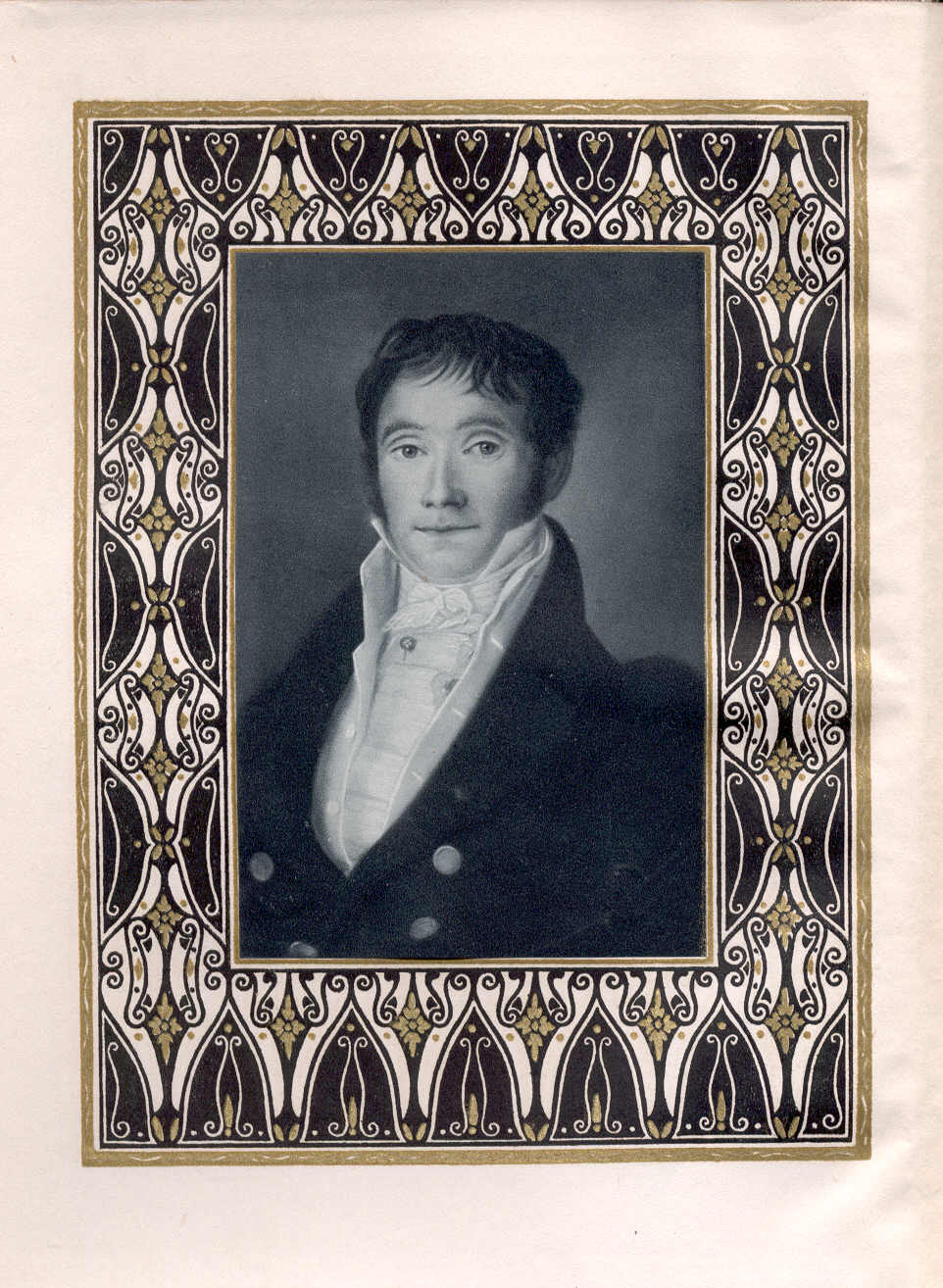
Benedictus Gotthelf Teubner. Aus einer Verlagsausgabe mit seinerzeit moderner Reproduktion einer Darstellung Teubners von ca. 1811; Leipzig 1911

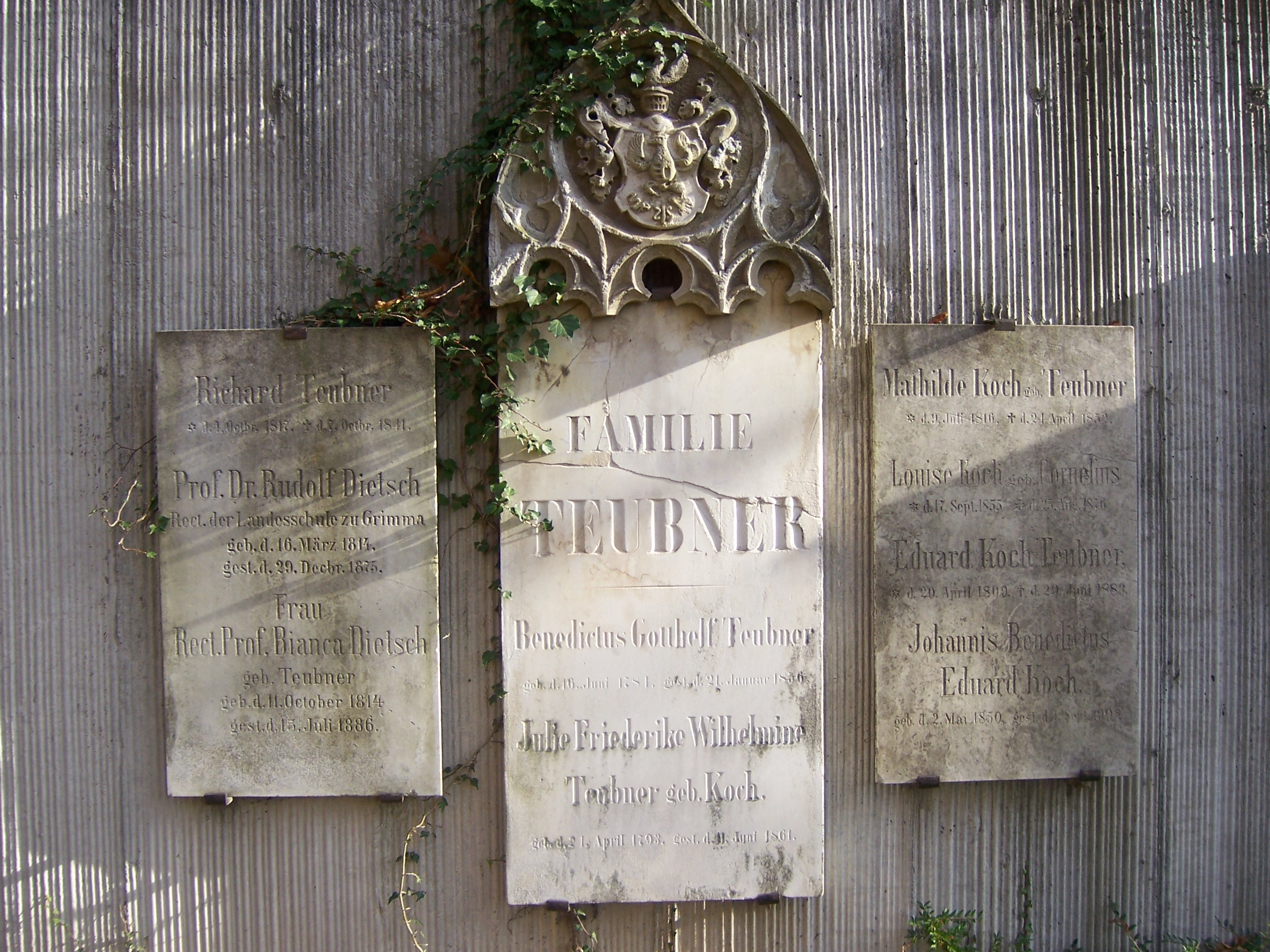
Grabtafeln der Familie B. G. Teubner

Benedictus Gotthelf Teubner (* 16. Juni 1784 in Großkrausnigk bei Luckau; † 21. Januar 1856 in Leipzig) war ein deutscher Buchhändler und Verlagsgründer.

## Leben
Teubner war Buchdrucker und erwarb im Jahre 1811 die Weinedelsche Buchdruckerei zu Leipzig, die er schon seit 1806 geleitet hatte und zu einer der bedeutendsten Deutschlands erweiterte. Daneben gründete er 1832 auch in Dresden eine noch Ende des 19. Jahrhunderts bestehende Druckerei. Zum Ruf der Firma trug das 1824 in Verbindung mit der Druckerei gegründete Verlagsgeschäft bei, das sich auf dem Gebiet der Philologie und des höheren Unterrichtswesens in Deutschland behauptete und von dessen Unternehmungen die „Bibliotheca scriptorum graecorum et romanorum Teubneriana“ besonders bekannt geworden ist. In Leipzig gehörte er der Freimaurerloge Apollo an.
Teubner starb am 21. Januar 1856 in Leipzig und hinterließ das Geschäft seinen Schwiegersöhnen Christian Adolf Roßbach (1822–1898) und Albin Ackermann (1852–1903).
Er war verheiratet mit Julie Friederike Wilhelmine, geborene Koch (1793–1861). Die Eheleute wurden im Erbbegräbnis der Familie Teubner in der II. Abteilung (Nr. 85) des Neuen Johannisfriedhofs beerdigt.

## Ehrungen
Friedrich Wilhelm IV. verlieh Teubner für das 1840 erschienene Werk Geschichte der Buchdruckerkunst „als ein Anerkenntnis des typographischen Werts dieser Schrift“ die goldene Huldigungsmedaille, und das englische Königspaar, dem ein Exemplar überreicht worden war, verlieh ihm die goldene Krönungsmedaille. König Friedrich August von Sachsen hatte die Widmung angenommen.
Nach Teubner ist die Teubnerstraße in Leipzig benannt.